# Morgan Academy

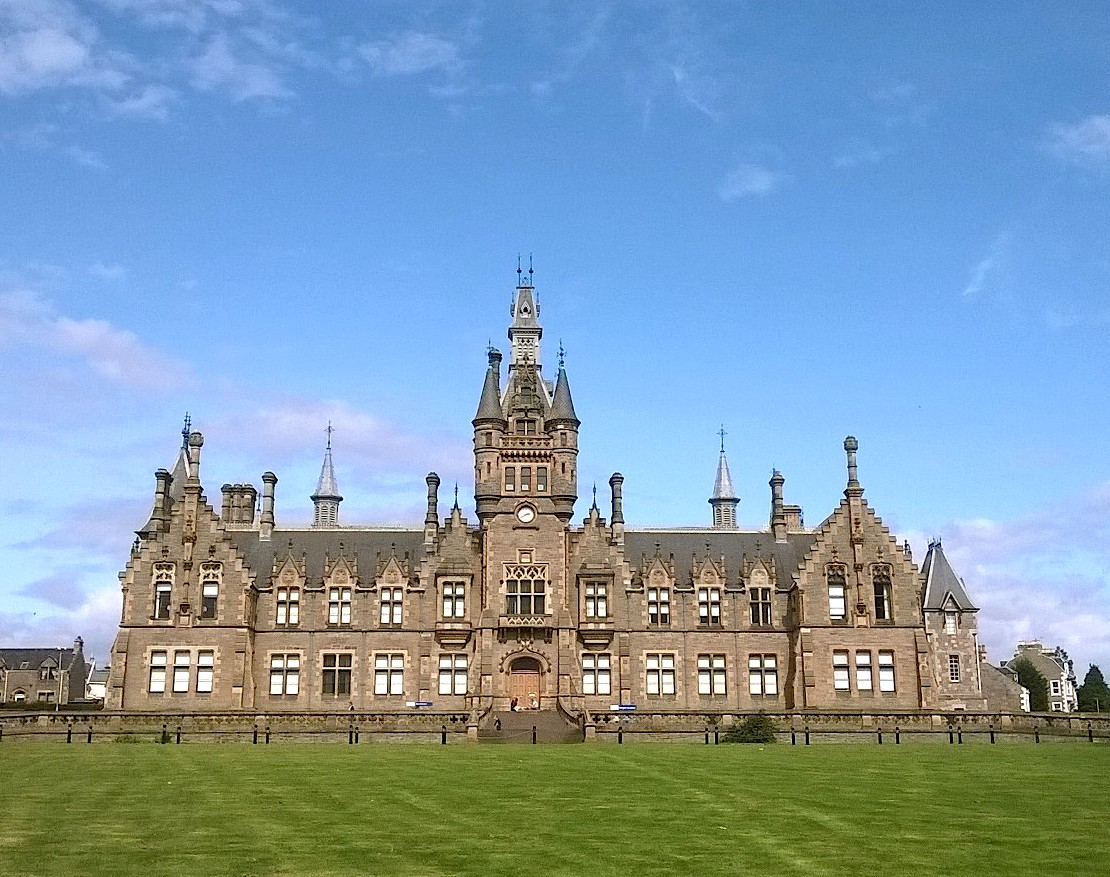
Morgan Academy

Die Morgan Academy ist eine weiterführende Schule in der schottischen Stadt Dundee in der gleichnamigen Council Area. Sie wird von rund 900 Schülern besucht. 1963 wurde das Bauwerk in die schottischen Denkmallisten in der höchsten Denkmalkategorie A aufgenommen.

## Geschichte
Der auf Balgay House residierende John Morgan hatte sein Vermögen in Indien gemacht. Er vermachte Teile seines Vermögens einer Stiftung, die nach dem Vorbild des Heriot’s Hospitals in Edinburgh ein Krankenhaus aufbauen und betreiben sollte. Nach rechtlichen Streitigkeiten wurde das Morgan Hospital schließlich zwischen 1863 und 1868 nach einem Entwurf der schottischen Architekten John Dick Peddie und Charles Kinnear erbaut. Am 5. Februar 1868 wurde die Einrichtung eröffnet.
In seinem Testament stellte Morgan weitere Mittel zur Unterrichtung und Unterstützung von Kindern aus mittellosen Familien zur Verfügung. 1868 wurden zunächst 90 Schüler aufgenommen. Im Jahre 1888 wurde das Morgan Hospital mitsamt der Schule geschlossen. Da zu dieser Zeit das staatliche, kostenfreie Schulsystem bereits ausreichend ausgebaut war, entschied der sich der städtische Bildungsausschuss für die Einrichtung einer kostenpflichtigen Schule. 1889 wurde nach einigen Umgestaltungen in dem ehemaligen Morgan Hospital daraufhin die Morgan Academy eröffnet, die zunächst Grund- und weiterführende Schule unter einem Dach vereinte. Zwischen 1913 und 1915 wurde die Morgan Academy nach einem Entwurf James H. Langlands erweitert.
Der gute Ruf der weiterführenden Schule entwickelte sich über die Jahrzehnte. Um auf diese zu fokussieren, wurde die Schließung der Grundschule beschlossen. Die letzten Grundschüler wurden 1955 aufgenommen. Abermals 1992 wurde eine umfassende Erweiterung an der Nordflanke verwirklicht. Ein Brand am 21. März 2001 verheerte das historische Hauptgebäude. Im August 2004 wurde es wiedereröffnet. Im Zuge der Arbeiten wurde das Gebäude mit Ausnahme der Außenmauern abgebrochen und der Innenraum in zeitgemäßer, zweckgerechter Form neu aufgebaut.

## Beschreibung
Die Morgan Academy steht östlich des Stadtzentrums Dundees gegenüber dem Baxter Park zwischen Pitkerro Road und Forfar Road (A929). Das neogotische Gebäude ist im Stile der flämischen Gotik ausgestaltet. Markant ist der detailliert ornamentierte, rund 37 m hohe Turm an der symmetrisch aufgebauten südwestexponierten Hauptfassade. Das zweistöckige Gebäude ist elaboriert mit ornamentierten Zwerchgiebeln und abschließenden Kreuzgiebeln mit Staffelgiebeln ausgestaltet. Das Gebäude schließt mit steil geneigten, schiefergedeckten Dächern ab.